# Comuna de Biała Piska
Biała Piska (polaco: Gmina Biała Piska) é uma gminy (comuna) na Polónia, na voivodia de Vármia-Masúria e no condado de Piski. A sede do condado é a cidade de Biała Piska.
De acordo com os censos de 2004, a comuna tem 12 287 habitantes, com uma densidade 29,2 hab/km².

## Área
Estende-se por uma área de 420,14 km², incluindo:
- área agrícola: 50%
- área florestal: 40%

## Demografia
Dados de 30 de Junho 2004:
|                      | Total   | Total | Mulheres | Mulheres | Homens  | Homens |
| -------------------- | ------- | ----- | -------- | -------- | ------- | ------ |
|                      | pessoas | %     | pessoas  | %        | pessoas | %      |
| População            | 12 287  | 100   | 6009     | 48,9     | 6278    | 51,1   |
| Densidade (pop./km²) | 29,2    | 100   | 14,3     | 14,3     | 14,9    | 14,9   |

De acordo com dados de 2002, o rendimento médio per capita ascendia a 1563,05 zł.

## Comunas vizinhas
- Ełk, Grabowo, Kolno, Orzysz, Pisz, Prostki, Szczuczyn